# توماس فريدريك اولسن (مالك سفن)
توماس فريدريك اولسن (بالنرويجية البوكمول: Fred. Olsen)‏ هو مالك سفن ‏ نرويجي، ولد في 15 أكتوبر 1857 في Filtvet ‏ في النرويج، وتوفي في 29 يناير 1933 في أوسلو في النرويج.